# Piwniczna-Zdrój (gemeente)

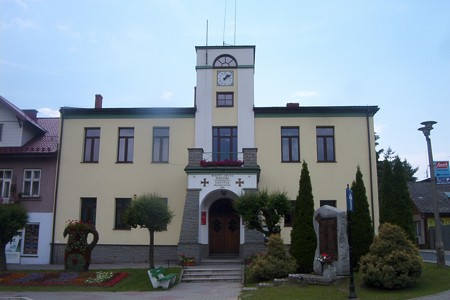
Raadhuis

De gemeente Piwniczna-Zdrój (tot 2001 gmina Piwniczna is een stad- en landgemeente in de Poolse woiwodschap Klein-Polen, in powiat Nowosądecki. De zetel van de gemeente is in Piwniczna-Zdrój.
De gemeente grenst aan Łabowa, Muszyna, Nawojowa, Rytro, Szczawnica en aan Slowakije.

## Demografie
De gemeente heeft 10 483 inwoners (30 juni 2008), waarvan: 5 324 vrouwen en 5 159 mannen. Het gemiddelde inkomen per inwoner bedraagt 1 737,58 zl (Stand op 2002).

## Administratieve plaatsen (sołectwo)
Głębokie, Kokuszka, Łomnica Zdrój, Młodów, Wierchomla Mała, Wierchomla Wielka, Zubrzyk en stad Piwniczna-Zdrój.